# 217P/LINEAR
217P/LINEAR è una cometa periodica appartenente alla famiglia delle comete gioviane.
La cometa è stata scoperta il 21 giugno 2001 dal programma di ricerca astronomica LINEAR ed essendo ritenuto un asteroide come tale fu denominato 2001 MD7, l'11 luglio 2001 ci si rese conto che in effetti era una cometa e conseguentemente fu ridenominato P/2001 MD7 LINEAR : la sua riscoperta il 17 marzo 2009 da parte degli astrofili italiani Giovanni Sostero e Ernesto Guido e dell'astrofilo australiano Paul Camilleri ha permesso di numerarla.
Unica caratteristica della cometa è di avere una piccola MOID con la Terra, 0,308 UA e una ancor piccola col pianeta Marte di sole 0,064 UA: il 12 novembre 1905 la cometa arrivò a 0,100 UA da Marte, il 7 settembre 2048 la cometa arriverà a 0,396 UA dalla Terra e il 1 aprile 2056 la cometa arriverà a 0,064 UA da Marte.